# Tectaria longipinnata
Tectaria longipinnata är en ormbunkeart som beskrevs av A. Rojas. Tectaria longipinnata ingår i släktet Tectaria och familjen Tectariaceae. Inga underarter finns listade.